# Società Sportiva Cavese Calcio 1919 1998-1999
Questa voce raccoglie le informazioni riguardanti la Società Sportiva Cavese 1919 nelle competizioni ufficiali della stagione 1998-1999.

## Stagione
Franco Troiano e Gino Montella decidono di riconfermare Ezio Capuano e allestisce una rosa ancora più competitiva con giocatori che disputeranno categorie importanti nelle stagioni successive, ma è evidente che il vero problema è il feeling tra Capuano e i giocatori visto che ottengono solo un 8 posto a pochi punti dal quinto posto per poter disputare i play-off.

## Divise e sponsor
| casa | trasferta |

|  | portiere black | portiere black |

Lo sponsor tecnico è Royal

## Organigramma societario
Area direttiva
- presidente1: Franco Troiano
- presidente2 & amministratore unico:Gino Montella
- direttore sportivo: Vito Giordano
- segretaria organizzativa: Angela Pesante
- segretario amministrativo: Rosario De Rosa

Staff tecnico
- allenatore: Ezio Capuano
- allenatore in 2ª: Giuseppe Avella
- preparatore dei portieri: Lello Senatore
- medici sociali: Antonio Massa
- massaggiatore: Ugo Russo
- massaggiatore2 Carlo Senatore
- magazzinieri: Alfredo Codetti, Antonio Ferrara

Ufficio stampa
- responsabile: Antonio De Caro
- addetto stampa: Geom. Alfonso Amaturo
- consulente legale: Eduardo Chiacchio
- fotografo: Michele Sica
- mascotte: Francesco Montella

## Risultati

### Campionato

#### Girone di andata
| 6 settembre 1998 1ª giornata | Juveterranova Gela | 2 – 2 | Cavese |  |

| 13 settembre 1998 2ª giornata | Cavese | 0 – 0 | Tricase |  |

| 20 settembre 1998 3ª giornata | L'Aquila | 0 – 2 | Cavese |  |

| 27 settembre 1998 4ª giornata | Cavese | 1 – 0 | Casarano |  |

| 4 ottobre 1998 5ª giornata | Catania | 1 – 1 | Cavese |  |

| 11 ottobre 1998 6ª giornata | Cavese | 2 – 0 | Messina |  |

| 18 ottobre 1998 7ª giornata | Sora | 0 – 2 | Cavese |  |

| 25 ottobre 1998 8ª giornata | Cavese | 1 – 1 | Giugliano |  |

| 1º novembre 1998 9ª giornata | Cavese | 2 – 1 | Nardò |  |

| 8 novembre 1998 10ª giornata | Astrea | 1 – 1 | Cavese |  |

| 22 novembre 1998 11ª giornata | Catanzaro | 0 – 0 | Cavese |  |

| 29 novembre 1998 12ª giornata | Cavese | 1 – 0 | Turris |  |

| 6 dicembre 1998 13ª giornata | Sporting Benevento | 1 – 1 | Cavese |  |

| 13 dicembre 1998 14ª giornata | Cavese | 1 – 2 | Chieti |  |

| 20 dicembre 1998 15ª giornata | Frosinone | 0 – 1 | Cavese |  |

| 23 dicembre 1998 16ª giornata | Cavese | 1 – 1 | Castrovillari |  |

| 6 gennaio 1999 17ª giornata | Trapani | 1 – 0 | Cavese |  |

#### Girone di ritorno
| 10 gennaio 1999 18ª giornata | Cavese | 0 – 0 | Juveterranova Gela |  |

| 17 gennaio 1999 19ª giornata | Tricase | 1 – 1 | Cavese |  |

| 24 gennaio 1999 20ª giornata | Cavese | 0 – 0 | L'Aquila |  |

| 31 gennaio 1999 21ª giornata | Casarano | 1 – 1 | Cavese |  |

| 7 febbraio 1999 22ª giornata | Cavese | 0 – 0 | Catania |  |

| 14 febbraio 1999 23ª giornata | Messina | 2 – 0 | Cavese |  |

| 28 febbraio 1999 24ª giornata | Cavese | 1 – 1 | Sora |  |

| 7 marzo 1999 25ª giornata | Giugliano | 2 – 0 | Cavese |  |

| 14 marzo 1999 26ª giornata | Nardò | 1 – 2 | Cavese |  |

| 21 marzo 1999 27ª giornata | Cavese | 4 – 0 | Astrea |  |

| 28 marzo 1999 28ª giornata | Cavese | 1 – 1 | Catanzaro |  |

| 11 aprile 1999 29ª giornata | Turris | 2 – 0 | Cavese |  |

| 18 aprile 1999 30ª giornata | Cavese | 0 – 1 | Sporting Benevento |  |

| 25 aprile 1999 31ª giornata | Chieti | 3 – 1 | Cavese |  |

| 2 maggio 1999 32ª giornata | Cavese | 4 – 1 | Frosinone |  |

| 9 maggio 1999 33ª giornata | Castrovillari | 1 – 0 | Cavese |  |

| 16 maggio 1999 34ª giornata | Cavese | 1 – 1 | Trapani |  |